# NGC 7457
NGC 7457 este o galaxie situată în constelația Pegas. A fost descoperită în 12 septembrie 1784 de către William Herschel. Se află la o distanță de 12,08 megaparseci de Pământ.